# HMS Trafalgar (S107)
Pour les autres navires du même nom, voir HMS Trafalgar.
Le HMS Trafalgar (n° de coque : S 107) est le bâtiment tête de série de la classe Trafalgar de sept sous-marins nucléaires d'attaque de la Royal Navy.

## Armement
- Missiles
  - 4 UGM-109E Tomahawk Block.3C lancés par tubes torpilles
  - 6 UGM-84B Sub-Harpoon Block.1C lancés par tubes torpilles
- Torpilles
  - 5 tubes de 533 mm avec 15 torpilles Marconi Spearfish
- Mines
  - 46 mines à la place des missiles/torpilles

## Électronique
- 1 radar de navigation Kelvin Hughes Type 1007
- 1 sonar passif Marconi Type 2072
- 1 sonar actif/passif d'attaque Plessey Type 2020
- 1 sonar passif remorqué Ferranti Type 2046
- 1 sonar passif Thomson Sintra Type 2019 Paris
- 1 contrôle d'armes BAe Systems SMCS
- 1 système de combat BAe Systems SMCS
- Liaison 11
- 2 lance leurres torpille SSE mk.8
- 1 détecteur radar Racal UAP
- 1 périscope Pilkington Optronics CK.34
- 1 périscope Pilkington Optronics CH.84

## Accidents
Le 6 novembre 2002, à la suite d'une erreur de navigation, le Trafalgar s'échoue au large de l'île de Skye (Écosse), faisant trois blessés.
En 2004, une fuite radioactive est détectée sur le Trafalgar, à quai à la HMNB Clyde.